# Malaxis lyonnetii
Malaxis lyonnetii är en orkidéart som beskrevs av Gerardo A. Salazar. Malaxis lyonnetii ingår i släktet knottblomstersläktet, och familjen orkidéer. Inga underarter finns listade i Catalogue of Life.